# Lycosa macedonica
Lycosa macedonica là một loài nhện trong họ Lycosidae.
Loài này thuộc chi Lycosa. Lycosa macedonica được Giltay miêu tả năm 1932.